# La Corniche
La Corniche (titre original : The Ledge) est une nouvelle de Stephen King qui fait partie du recueil Danse macabre publié en 1978. Elle a été publiée pour la première fois en juillet 1976 dans le magazine Penthouse.

## Résumé
Le professeur de tennis Stan Norris est confronté par Cressner, un baron du crime qui a appris que Norris avait une liaison avec sa femme Marcie. Cressner propose à Norris un pari : s'il réussit à faire le tour de son appartement, situé au 43e étage, par sa corniche d'une largeur de 15 cm, Cressner le laissera partir avec sa femme et 20 000 $. Si Norris refuse le pari, il sera arrêté et emprisonné car les hommes de main de Cressner ont caché de l'héroïne dans sa voiture. Norris accepte de relever le défi.
Norris commence à progresser prudemment sur la corniche, fortement gêné par le vent violent qui souffle et nargué par Cressner. Arrivé à mi-chemin, Norris est attaqué par un pigeon qui défend sa couvée. Il réussit à se débarrasser du volatile et, après plus de deux heures d'effort, regagne le balcon de l'appartement de Cressner. Le caïd lui donne l'argent promis mais lui apprend qu'il a fait assassiner Marcie. Fou de rage, Norris se débarrasse du garde du corps de Cressner et menace le criminel de son pistolet. Renversant les rôles, il oblige Cressner à faire lui aussi le tour de son appartement par sa corniche, lui disant qu'il le laissera partir s'il gagne. Alors qu'un Cressner apeuré entreprend à son tour l'épreuve, il est donné à entendre au lecteur que Norris n'a quoi qu'il arrive pas l'intention de lui laisser la vie sauve.

## Thèmes
Pour Michael R. Collings, cette nouvelle fait partie d'une série de quatre histoires du recueil Danse macabre qui jouent chacune avec « un élément fondamental de la vie contemporaine », l'isolement dans ce cas particulier.

## Adaptations
La Corniche a été adaptée au cinéma en 1985 dans le cadre du film à sketches Cat's Eye, réalisé par Lewis Teague, avec Robert Hays dans le rôle de Norris et Kenneth McMillan dans celui de Cressner.